# Enizemum insidiosum
Enizemum insidiosum là một loài tò vò trong họ Ichneumonidae.